# Swenglish
Swenglish är engelska med svensk brytning, svensk ordföljd och verbböjning, ordboksöversättningar (som to för till eller of för av, även när detta blir fel) och/eller uppblandad med svenska ord när talarens engelska ordförråd inte räcker till.